# Willy Goldberger
Wilhelm "Willy" Goldberger (Berlín, 25 de juliol de 1898 - 1965) fou un cineasta, operador de càmera i cap de fotografia de cinema alemany que va operar molts anys a Espanya.

## Biografia
Va començar a treballar al cinema el 1915 sota les ordres de Heinrich Bolten-Baeckers. Després de fer el servei militar a la Primera Guerra Mundial es va dedicar a fer d'operador de càmera en el cinema alemany dels anys 1920, principalment a les pel·lícules musicals de Géza von Bolváry. Degut als seus orígens jueus quan Adolf Hitler va arribar al poder el 1933 va marxar a diferents països. Entre 1936 i 1937 va estar a Suècia, i el 1938 es va establir a Viena, però després de l'Anschluss va tornar cap a Suècia. D'allí va marxar a Portugal, i en acabar la guerra civil espanyola el 1939 es va instal·lar a Espanya, on va actuar com a operador de càmera i fotografia de cinema a nombroses pel·lícules com a Guillermo Goldberger. Juntament amb el seu compatriota Heinrich Gärtner van introduir noves tècniques en l'ús de la càmera cinematogràfica al cinema espanyol dels anys 1940.
En la dècada de 1950 va tornar a treballar esporàdicament en el cinema alemany. El seu germà gran Isidor(o) Isy Goldberger també va treballar com a operador de càmera a Espanya.

## Filmografia
- 1915: Seifenblasen
- 1915: Der indische Tod
- 1916: Wie ich Detektiv wurde
- 1916: Das rätselhafte Inserat
- 1919: Gerechtigkeit
- 1920: Anna Karenina
- 1920: Das Grauen
- 1920: Die Erlebnisse der berühmten Tänzerin Fanny Elßler
- 1920: Johann Baptiste Lingg
- 1920: Der Tod im Nacken
- 1920: Der gelbe Diplomat
- 1921: Das Haus in der Dragonerstraße
- 1921: Wer unter Euch ohne Sünde ist
- 1921: Die Diamentenkonkurrenz
- 1921: Aus den Tiefen der Großstadt
- 1921: Hazard
- 1921: Der Sträfling von Cayenne
- 1921: Das Mädchen, das wartet
- 1921: Um den Sohn
- 1921: Das begrabene Ich
- 1921: Die goldene Pest
- 1921: Aus den Memoiren einer Filmschauspielerin
- 1921: Das Mädel von Picadilly (2 Teile)
- 1922: Das Logierhaus für Gentleman
- 1922: Die Kartenlegerin
- 1923: Raskolnikow
- 1924: Die Macht der Finsternis
- 1924: Der Mann um Mitternacht
- 1925: Zapfenstreich
- 1925: Ihre letzte Dummheit
- 1925: Aschermittwoch
- 1925: Des Lebens Würfelspiel
- 1925: Volk in Not
- 1926: Die Kleine und ihr Kavalier
- 1926: Deutsche Herzen am deutschen Rhein
- 1926: Der krasse Fuchs
- 1926: Der gute Ruf
- 1926: Wenn das Herz der Jugend spricht
- 1927: Die leichte Isabell
- 1927: Kinderseelen klagen euch an
- 1927: Die Frau die nicht nein sagen kann
- 1927: U 9 Weddigen
- 1927: Primanerliebe
- 1927: Das Erwachen des Weibes
- 1927: Alpentragödie
- 1927: Ein Tag der Rosen im August
- 1927: Herkules Maier
- 1928: Casanovas Erbe
- 1928: In Werder blühen die Bäume
- 1928: Polnische Wirtschaft
- 1928: Moderne Piraten
- 1928: Adam und Eva
- 1928: Prinzessin Olala
- 1928: Der Raub der Sabinerinnen
- 1928: Serenissimus und die letzte Jungfrau
- 1929: Meineid
- 1929: Anschluß um Mitternacht
- 1929: Das grüne Monokel
- 1929: Kolonne X
- 1929: Zwischen vierzehn und siebzehn - Sexualnot der Jugend
- 1929: Trust der Diebe
- 1929: Vater und Sohn
- 1930: Delikatessen
- 1930: Der Erzieher meiner Tochter
- 1930: Wenn Du noch eine Heimat hast
- 1930: Zwei Herzen im Dreiviertel-Takt
- 1930: Gaukler (Les Saltimbanques)
- 1930: Der Walzerkönig
- 1930: Ein Tango für Dich
- 1930: Va Banque
- 1930: Die Csikosbaroneß
- 1930: Das Lied ist aus
- 1930: Der Herr auf Bestellung
- 1931: Wochenend im Paradies
- 1931: Der Weg nach Rio
- 1931: Das Schicksal einer schönen Frau
- 1931: Schuberts Frühlingstraum
- 1931: Die lustigen Weiber von Wien
- 1931: Ich geh' aus und Du bleibst da
- 1931: Der Raub der Mona Lisa
- 1931: Panik in Chicago
- 1931: L' inconstante
- 1931: Hurra - ein Junge!
- 1931: Liebeskommando
- 1931: Man braucht kein Geld
- 1931: Mein Leopold
- 1932: Fräulein - Falsch verbunden
- 1932: Ein bißchen Liebe für Dich
- 1932: Ein Lied, ein Kuß, ein Mädel
- 1932: Ich will nicht wissen, wer du bist
- 1932: Das Testament des Cornelius Gulden
- 1932: Ein Mann mit Herz
- 1932: Der Rebell
- 1933: Madame wünscht keine Kinder
- 1933: Was Frauen träumen
- 1933: Ein Mädel aus Wien (Going Gay)
- 1933: For Love of You
- 1933: Rakoczy-Marsch
- 1934: Csibi, der Fratz
- 1934: Die bleiche Bet (Bleeke bet)
- 1934: Alles für die Firma
- 1935: Letzte Liebe
- 1935: Tagebuch der Geliebten
- 1935: Hoheit tanzt Walzer
- 1935: Vida rotas
- 1935: El malvado Carabel
- 1936: Kaffee Moskau (Café Moszkva)
- 1936: Fräulein Lilli
- 1936: En flicka kommer till stan
- 1937: Lyckliga vestköping
- 1937: Häxnatten
- 1937: En sjöman går i land
- 1937: Kamrater i vapenrocken
- 1937: Än en gang Gösta Ekman / Far och son
- 1938: Ein Spaziergang mit Robert Stolz durch Wien
- 1938: A cancao da terra
- 1938: A rosa do Adro
- 1939: Feitico do império
- 1941: Los millones de Polichinela
- 1941: Torbellino
- 1942: Malvaloca
- 1942: La condesa María
- 1943: Cristina Guzman
- 1943: Noche fantastica
- 1943: Café de París
- 1943: Rosas de otoño
- 1944: Ella y sus millones
- 1945: Un hombre de negocios
- 1946: Un drama nuevo
- 1946: Serenata española
- 1947: Barrio
- 1947: Mañana como hoy
- 1948: Sin uniforme
- 1948: Tres ladrones en la casa
- 1949: El hombre que veia la muerte
- 1949: La guitarra de Carlos Gardel
- 1949: Sinfonia madrileña (Documental)
- 1950: Séptima página
- 1950: Servicio en la mar
- 1951: Esa pareja feliz
- 1953: Hochzeit auf Reisen
- 1954: Ein Haus voll Liebe
- 1955: Goodbye Sevilla